# Emmanuelle Houdart
Emmanuelle Houdart (30 settembre 1967) è un'illustratrice e pittrice svizzera.

## Biografia
Emmanuelle Houdart è nata nel 1967 in Svizzera. Dopo il diploma alla Scuola d'Arte di Sion e all'Ecole Supèrieure d'Arts Visuels di Ginevra, si è trasferita a Parigi. Pittrice e illustratrice dal 1996, collabora con diversi giornali e quotidiani (Libération, Le Monde, Sciences et Vie Junior, Ça m'intéresse… ), e ha all'attivo una decina di libri di cui ha curato testo e immagini. Oltre una ventina, invece, i volumi per ragazzi che ha illustrato.
Più di recente si è inoltre dedicata all'attività di disegnatrice tessile e di costumi. Le sue illustrazioni sono state trasformate in abiti in occasione della mostra “Barnhominum” che si è tenuta al Salon du livre et de la presse jeunesse di Montreuil nel 2011.

## Opere

### Autrice
- Les Trois Géants. Parigi: Didier Jeunesse, 2000
- J'y arrive pas. Parigi: Seuil, 2001
- Que fais-tu Fantine? : un livre de devinettes. Parigi: Seuil, 2002
- Monstres malades. Parigi: Thierry Magnier, 2004 (Mostri ammalati. Milano: Editrice Il Castoro, 2005 - Modena: #logosedizioni, 2016, traduzione di Francesca Del Moro)
- Les Voyages merveilleux de Lilou la fée. Parigi: Actes Sud junior, 2006 (I meravigliosi viaggi della fata Brillina. Milano: Motta Junior, 2006)
- L'Abécédaire de la colère. Parigi: Thierry Magnier, 2008
- La garde-robe. Parigi: Thierry Magnier, 2010 (Il guardaroba. Modena: #logosedizioni, 2012, traduzione di Francesca Del Moro)
- Tout va bien Merlin, Parigi: Thierry Magnier, 2009 (Va tutto bene Merlino! Modena: #logosedizioni, 2014, traduzione di Francesca Del Moro)
- Abris. Mountreuil: Les Fourmis Rouges, 2014 (Rifugi. Modena: #logosedizioni, 2015, traduzione di Francesca Del Moro)
- Ma planète. Montreuil: Les Fourmis rouges, 2016 (Il mio pianeta. Modena: #logosedizioni, 2017, traduzione di Francesca Del Moro)
- La Parade de Noel. Parigi: Thierry Magnier, 2017 (Sfilata di Natale. Modena: #logosedizioni, 2018)

### Illustratrice
- Moi j'irai dans la lune : et autres innocentines. Parigi: Grasset jeunesse, 1998. Testi di René de Obaldia
- Le Fils de la sorcière et du loup. Parigi: Grasset jeunesse, 1999. Testi di Chris Donner
- Dico des monstres. Parigi: Hachette jeunesse, 1999. Testi di Élisabeth Brami
- Contes et légendes de la peur. Parigi: Nathan jeunesse, 2000. Testi di Gudule
- Poèmes à dire et à manger. Parigi: Seuil jeunesse, 2002. Selezione testi di Élisabeth Brami
- Attention sortie d'école. Parigi: Thierry Magnier, 2002. Testi di Bertrand Legendre
- Les Choses que je sais. Parigi: Seuil jeunesse, 2003. Testi di Laëtitia Bourget
- Poèmes à lire et à rêver. Parigi: Seuil jeunesse, 2003. Selezione testi di Élisabeth Brami
- Poèmes à rire et à jouer Parigi: Seuil jeunesse, 2004. Selezione testi di Élisabeth Brami
- L'Apprentissage amoureux. Parigi: Seuil jeunesse, 2005. Testi di Laëtitia Bourget (Una lunga storia d'amore. Milano: Motta Junior, 2008, traduzione di Stefania Baldoni / Modena: Logos edizioni, 2016, traduzione di Francesca Del Moro)
- Poèmes à vivre et à aimer. Parigi: Seuil jeunesse, 2005. Selezione testi di Élisabeth Brami
- Le Château des enfants gris. Parigi: Nathan jeunesse, 2005. Testi di Christian Grenier
- Dedans. Parigi: Thierry Magnier, 2006. Testi di Fani Marceau
- Emilie Pastèque. Parigi: Thierry Magnier, 2007. Testi di Ludovic Flamant (Emilia Mirabilia. Modena: Logos edizioni, 2016, traduzione di Francesca Del Moro)
- Les Heureux Parents. Parigi: Thierry Magnier, 2009. Testi di Laëtitia Bourget (Genitori felici. Modena: Logos edizioni, 2012, traduzione di Francesca Del Moro)
- Saltimbanques. Parigi: Thierry Magnier, 2011. Testi di Marie Desplechin, (Saltimbanchi. Modena: Logos edizioni, 2012, traduzione di Francesca Del Moro)
- Une amie pour la vie. Parigi: Thierry Magnier, 2012. Testi di Laëtitia Bourget (Amiche per la vita. Modena: Logos edizioni, 2013, traduzione di Francesca Del Moro)
- L'argent. Parigi: Thierry Magnier, 2013. Testi di Marie Desplechin (Il denaro. Modena: Logos edizioni, 2013, traduzione di Francesca Del Moro)
- Ma mère. Parigi: Thierry Magnier, 2015. Testi di Stéphane Servant (Mia madre. Modena: Logos edizioni, 2016, traduzione di Francesca Del Moro)

## Riconoscimenti
- 2003: Prix Octogone, categoria Prix Graphique (CIELJ), per Les Choses que je sais
- 2003: Borsa del Centre National du Livre per Monstres malades
- 2005: Premio nella categoria Fiction alla Bologna Children’s Book Fair per Monstres malades[2]
- 2006: Grand Prix SGDL du Livre Jeunesse per Les Voyages merveilleux de Lilou la fée [3]
- 2007: Borsa del Centre National du Livre per L'Abécédaire de la colère
- 2012: Borsa del Centre National du Livre per L'Argent [4]
- 2016: Grand Prix de l’illustration per Ma mère (Mia madre)[5]